# Agatàrquides de Samos
Agartàquides de Samos (en llatí Agatarchides, en grec Άγαθαρχίδης) fou un escriptor grec que menciona Plutarc i diu que era autor d'una obra sobre Pèrsia i d'una altra titulada περὶ λίθων ("sobre les pedres"). Fabricius suposa que seu nom podria ser realment Agatírsides.